# Bishar Abdirahman Hussein

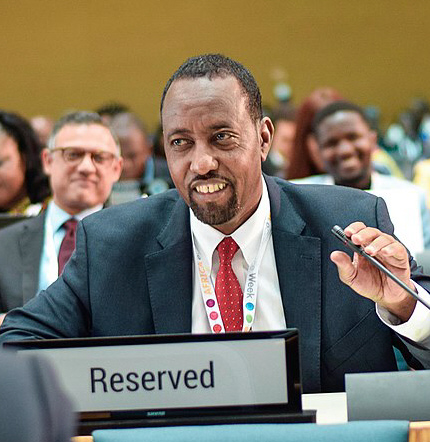
Bishar Abdirahman Hussein (2018)

Bishar Abdirahman Hussein ist ein kenianischer Diplomat. Von 2012 bis 2021 fungierte er als Generaldirektor des Weltpostvereins (UPU), einer Sonderorganisation der Vereinten Nationen mit Sitz in Bern.

## Karriere
Bishar Abdirahman Hussein begann seine Post-Karriere 1994 als Management-Trainee bei der Kenya Posts & Telecommunications Corporation. Er stieg dort rasch auf und wurde 1999 erster Postmaster General der Organisation. Er führte sie aus der Verlustzone und machte sie zu einem profitablen und erfolgreichen Postunternehmen.
2002 wurde er für sechs Jahre zum Botschafter Kenias bei den Vereinigten Arabischen Emiraten mit Zuständigkeit für die gesamte Golfregion ernannt.
Von 2008 bis 2012 war er Vorsitzender des  UPU Council of Administration, er leitete auch den 24. UPU Kongress 2008 in Genua und die UPU-Strategiekonferenz im September 2010 in Nairobi, die den Weg für die Entscheidungen auf dem Weltpostkongress 2012 in Doha ebnete.
Auf dem 25. UPU-Kongress in Doha wurde er am 10. Oktober 2012 zum Generaldirektor des UPU gewählt. Auf dem 26. UPU-Kongress in Istanbul wurde er für eine weitere Wahlperiode in seinem Amt bestätigt. 2019, zum 145-jährigen Bestehen des Weltpostvereins, einer der ältesten internationalen Organisationen der Welt, betonte er die Bedeutung des globalen Postnetzes für die weltweite Kommunikation und die Verantwortung für den Aufbau, die Entwicklung und Weiterentwicklung von Netzwerken in Zeiten revolutionärer technischer Entwicklungen. „Wir sind unseren Kunden heute so nahe wie noch nie zuvor.“

## Auszeichnungen
Hussein wurde von der Universität Nairobi mit einem B.A. honoris causa in Politikwissenschaft und Soziologie ausgezeichnet.